# Сунцови
Сунцо́ви (рос. Сунцовы) — присілок у складі Слободського району Кіровської області, Росія. Входить до складу Шиховського сільського поселення.
Населення становить 165 осіб (2010, 169 у 2002).
Національний склад станом на 2002 рік — росіяни 94 %.